# Ayumi Tanimoto
Ayumi Tanimoto (jap. 谷本歩実 Tanimoto Ayumi; ur. 4 sierpnia 1981 w Anjō) – japońska judoczka, dwukrotna złota medalistka olimpijska.
Startuje w kategorii do 63 kilogramów. Oprócz dwóch olimpijskich złotych krążków ma na swoim koncie także srebro (2005) i brąz (2001 i 2007) mistrzostw świata. Triumfowała w mistrzostwach Azji (2001 i 2004) oraz igrzyskach azjatyckich (2002). Jej trenerem jest Toshihiko Koga.